# Sud-Ouest (Burkina Faso)
Sud-Ouest is een bestuurlijke regio van
het West-Afrikaanse land Burkina Faso. De regio ligt in het zuidwesten
van dat land en omvat het meest zuidelijk gelegen punt van Burkina Faso.
Sud-Ouest is ruim 16.500 vierkante kilometer groot en telde in januari 2006
623.000 inwoners. De hoofdstad van Sud-Ouest is Gaoua.
Sud-Ouest grenst met twee zuiderburen van Burkina Faso: Ghana in het oosten
en Ivoorkust in het zuiden. Ten westen grenst Sud-Ouest aan de regio
Cascades, ten noordwesten aan Hauts-Bassins en in het noordwesten ook
aan Centre-Ouest.
De regio Sud-Ouest werd op 2 juli 2001 gecreëerd. De belangrijkste
economische sector in de regio is de landbouw. De grootste bevolkingsgroep
zijn de Lobi. 60% Van de bevolking hangt inheemse godsdiensten aan.
25% Is christen en 15% is moslim.

## Provincies
Sud-Ouest bestaat uit vier provincies:
- Bougouriba
- Ioba
- Noumbiel
- Poni

Deze zijn op hun beurt verder onderverdeeld in 25 departementen.
Boucle du Mouhoun · Cascades · Centre · Centre-Est · Centre-Nord · Centre-Ouest · Centre-Sud · Est · Hauts-Bassins · Nord · Plateau-Central · Sahel · Sud-Ouest